# Municipio de Green (condado de Clark)
El municipio de Green (en inglés: Green Township) es un municipio ubicado en el condado de Clark en el estado estadounidense de Ohio. En el año 2010 tenía una población de 2798 habitantes y una densidad poblacional de 30,15 personas por km².

## Geografía
El municipio de Green se encuentra ubicado en las coordenadas 39°50′5″N 83°46′53″O / 39.83472, -83.78139. Según la Oficina del Censo de los Estados Unidos, el municipio tiene una superficie total de 92.81 km², de la cual 92.34 km² corresponden a tierra firme y (0.5%) 0.47 km² es agua.

## Demografía
Según el censo de 2010, había 2798 personas residiendo en el municipio de Green. La densidad de población era de 30,15 hab./km². De los 2798 habitantes, el municipio de Green estaba compuesto por el 94.57% blancos, el 3.04% eran afroamericanos, el 0.39% eran amerindios, el 0.25% eran asiáticos, el 0.07% eran isleños del Pacífico, el 0.14% eran de otras razas y el 1.54% pertenecían a dos o más razas. Del total de la población el 1% eran hispanos o latinos de cualquier raza.